# Sveti Martin (Sveta Nedelja)
Sveti Martin je naselje u Republici Hrvatskoj, u sastavu Općine Sveta Nedelja, Istarska županija. 

## Stanovništvo
Prema popisu stanovništva iz 2001. godine, naselje je imalo 164 stanovnika te obiteljskih kućanstava.
| broj stanovnika | 698   | 659   | 170   | 297   | 339   | 327   | 1283  | 1350  | 305   | 309   | 269   | 250   | 215   | 201   | 164   | 188   | 169   |
|                 | 1857. | 1869. | 1880. | 1890. | 1900. | 1910. | 1921. | 1931. | 1948. | 1953. | 1961. | 1971. | 1981. | 1991. | 2001. | 2011. | 2021. |

## Znamenitosti
U blizini se nalaze ostaci antičke gradine Kočur, gdje nalazimo i ruševine srednjovjekovne utvrde, kao i ruševnu jednobrodnu kapelu sv. Križa. Kapela je bila dio starije i veće romaničke građevine, a koja je smanjena u 15. stoljeću zbog opadanja broja stanovnika. Oko kapele nalazilo se i groblje iz 13./14. stoljeća. Lokalitet se nalazi na visoravni iznad doline rijeke Raše, zapadno od zaseoka Čemparovica. 
U Sv. Martinu nalazi se kaštel Lazzarini. Kaštel je poznat pod nazivom "Baronova korta", nalazi se u središtu naselja, a koje se razvilo oko nekadašnjeg plemićkog posjeda i prijašnje, vjerojatno ranosrednjovjekovne, crkve sv. Martina, na čijem je mjestu sada istoimena župna crkva s početka 20. stoljeća. Nasuprot ovom građevnom kompleksu i crkvi nalazi se velika pravokutna površina uzgojene borove šume ("pineta"). "Baronova korta" se sastoji od građevina nastalih u različitim razdobljima koje zatvaraju unutrašnje dvorište s malom alejom drvoreda koja vodi do glavne stambene jednokatnice baroknih stilskih osobina, s balkonom u središnjoj osi prvoga kata. Očuvana su dva barokna portala na ulazu u kortu i cisterna. Vertikalna dominanta cijeloga sklopa je četvrtasti toranj s kruništem u sklopu sjevernog krila. Na rubu istočnoga krila, uz dvorac je gospodarska prigradnja od opeke, građena vjerojatno početkom 20. stoljeća.
Župna crkva sv. Martina građena je 1907. godine na mjestu starije crkve, u središtu naselja. Uz crkvu je nekada bilo i groblje, kasnije preseljeno na današnju lokaciju, izvan naselja. Crkva je visoka jednobrodna građevina s dvije bočne kapele i sakristijom. Preslica iznad sakristije podignuta je 1931. godine. Vanjština nije žbukana, a pročelja su oblikovana u neoromaničkom duhu. Pred portalom je plitki portik i stubište, a niski zabat pročelja ukrašen je uskim frizom. Crkva nema zvonika.
Crkva Gospe od Zdravlja je smještena na rubu naselja, u produžetku ceste koja prolazi uz nekadašnji kaštel Lazzarini. Sagrađena je godine 1630. i predstavlja lijep primjer pučke barokne crkve s karakterisičnim trijemom (lopicom) pred pročeljem koju nose kameni stupići. Nad pročeljem je reljefno izvedena barokna klesana preslica za dva zvona.

## Šport
Nekada je tu djelovao nogometni klub Omladinac, sve dok nije spojen s NK Jedinstvom iz Nedešćine.
Od 1968. održava se  Malonogometni turnir veterana 'Sveti Martin' .